# Mineirinho
 (mars 2025).
Le Mineirinho ou Estádio Jornalista Felipe Drummond est une salle omnisports située à Belo Horizonte, dans l'État du Minas Gerais, au Brésil.

## Histoire
Siège de grands événements sportifs à Belo Horizonte, le Mineirinho est également le théâtre de grands concerts, des conférences et des rassemblements religieux.
Dans les années 1970, le gouvernement a poursuivi le projet d'exploitation minière de la création d'un centre sportif. En 1972, l'ADEMG (Administração de Estádios do Estado de Minas Gerais) signe un accord avec la Universidade Federal de Minas Gerais pour l'utilisation d'un espace de 93 000 m2 appartenant à celui-ci sur les berges de la lagune de Pampulha, et compléter la zone du Centre sportif de l'Université. L'accord entre Ademg et UFMG a été signé le 12 octobre 1972.
La construction a commencé fin 1973, avec les estimations d'un coût approximatif de 300 millions en cruzeiros. À la suite de nombreux problèmes techniques, la construction n'a été reprise qu'en 1977. Son inauguration a eu lieu en 1980 avec le nom du journaliste Felipe Henriot Drumond.